# Chien-Shiung Wu
Chien-Shiung Wu (chinois simplifié : 吴健雄 ; chinois traditionnel : 吳健雄 ; pinyin : Wú Jiànxíong), née le 31 mai 1912 à Shanghai et morte le 16 février 1997 à New York, est une physicienne sino-américaine, spécialiste de physique nucléaire.
Elle a travaillé à l'enrichissement de l'uranium pour le projet Manhattan, puis démontré expérimentalement en 1956 la non-conservation de la parité dans les interactions faibles, proposée sur des bases théoriques quelques mois auparavant par Lee et Yang.

## Biographie

### Enfance et formation en Chine
Chien-Shiung Wu est née dans la ville de Liuhe à Taicang dans la province du Jiangsu en Chine le 31 mai 1912. Elle est la deuxième d'une famille de trois enfants. Son père se nomme Wu Zhong-Yi (吳仲 裔) et sa mère, Fan Fu-Hua (樊復華). Ses parents veulent que le premier symbole du prénom de leurs enfants soit Chien. Le symbole suivant vient de la phrase Ying-Shiung-Hao-Jie qui signifie «héros et personnalités exceptionnelles». En conséquence, elle a un frère aîné Chien-Ying et un frère cadet Chien-Hao. Wu et son père sont extrêmement proches et celui-ci encourage ses intérêts avec ferveur, lui assurant un environnement de livres, de magazines et de journaux.
Wu va à l'école primaire Ming De, une école pour filles fondée par son père, un défenseur de l'égalité des sexes. En 1923, à l'âge d'onze ans, elle quitte sa ville natale pour étudier à l'École normale pour femmes no 2 de Suzhou. Il s'agit d'un internat qui offre une formation pour enseignants ainsi que des cours d'une école secondaire régulière. L'admission à la formation des enseignants est plus compétitive, car elle ne demande pas de frais de scolarité et garantit un emploi en fin d'études. Bien que sa famille aurait pu payer, Wu choisit l'option la plus compétitive et est classée neuvième parmi les 10 000 candidatures.
En 1929, Wu termine ses études parmi les meilleurs de sa classe et est admise à l'université nationale centrale de Nankin. Selon les règlements gouvernementaux de l'époque, les étudiants souhaitant travailler comme professeur au niveau universitaire doivent préalablement être enseignant pendant un an. Elle enseigne ainsi à l'école publique de Shanghai présidée par le philosophe Hu Shi, dont elle avait suivi les cours,.
De 1930 à 1934, Wu étudie à l'université centrale nationale (plus tard renommée l'université de Nanjing et réintégré à Taiwan) d'abord en mathématiques, mais elle change ensuite à la physique,. Elle s'implique alors dans la politique étudiante. À l'époque, les relations entre la Chine et le Japon sont tendues, et les étudiants exhortent le gouvernement à adopter une position plus ferme envers le Japon. Wu est élue par ses collègues comme l'un des leaders étudiants parce qu'ils estiment que son implication serait pardonnée, ou du moins négligée par les autorités étant donné qu'elle fait partie des meilleurs étudiants de l'université. Elle prend donc grand soin de ne pas négliger ses études. Elle mène des manifestations jusqu'à un sit-in au palais présidentiel de Nanjing où les étudiants sont reçus par Chiang Kai-shek.
Après l'obtention de son diplôme, elle fait deux ans d'études supérieures en physique et travaille comme assistante à l'université de Zhejiang. Elle devient chercheuse à l'Institut de physique de l'Academia sinica. Sa superviseure est la professeure Gu Jing-Wei qui a obtenu son doctorat à l'étranger à l'université du Michigan. Elle encourage Wu à suivre le même parcours et celle-ci est acceptée à l'université du Michigan. Son oncle, Wu Zhou-Zhi, lui fournit les fonds nécessaires.

### Carrière scientifique aux États-Unis

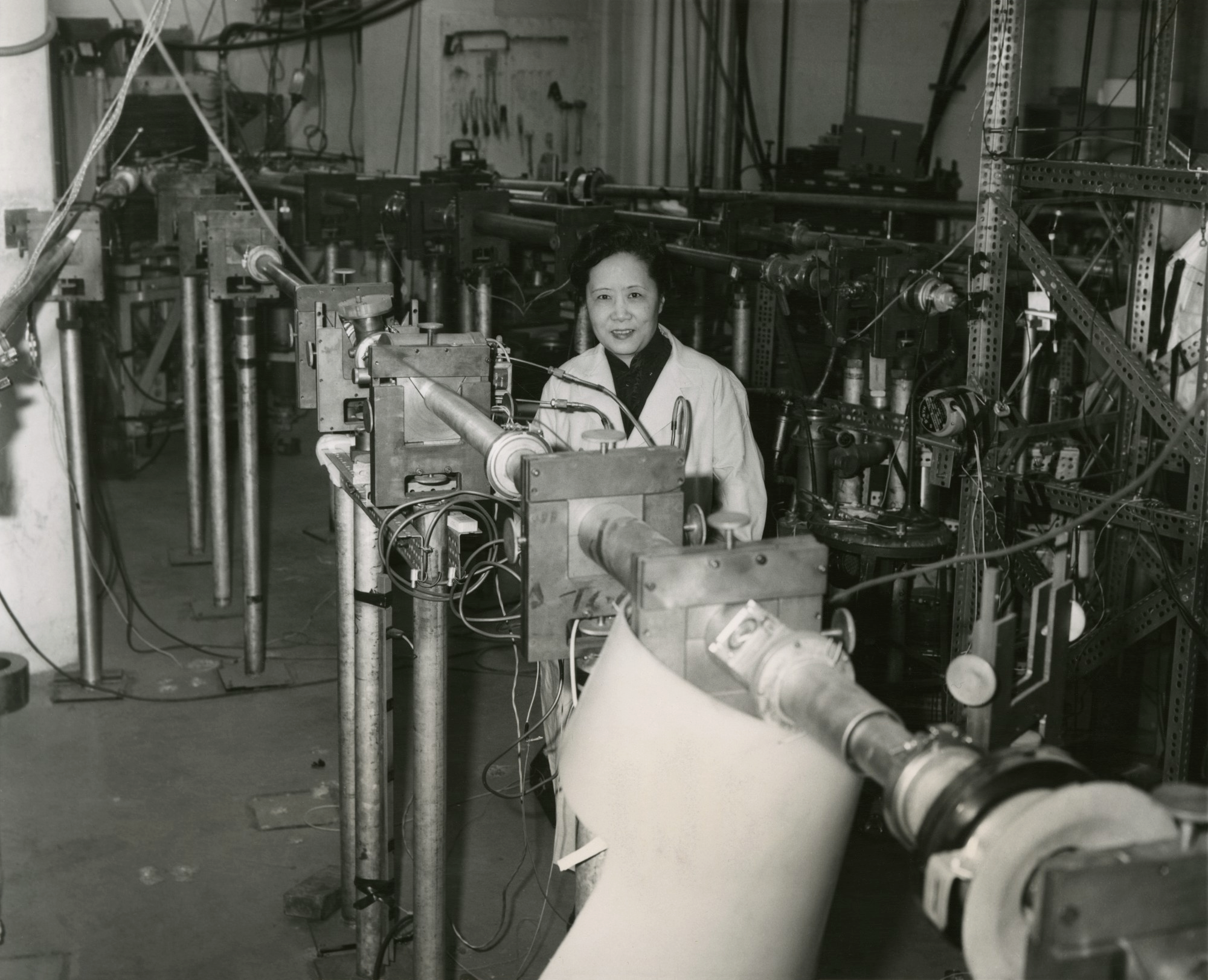
Chien-Shiung Wu en 1963.

Elle s'embarque pour les États-Unis avec une amie chimiste de Taicang, Dong Ruo-Fen (董若芬), sur le bateau SS President Hoover en août 1936. Ses parents et son oncle sont présents lors de son départ. Elle ne reverra plus jamais ses parents par la suite. Wu étudie à l'université de Californie à Berkeley, sous la direction d'Ernest Lawrence, et obtient son doctorat en 1940.
Deux ans plus tard, elle épouse Luke Chia-Liu Yuan, un physicien rencontré à San Francisco. Ils ont un fils, Vincent (袁緯承), qui deviendra lui aussi physicien. La famille déménage sur la côte est, où Wu enseigne au Smith College, à l'université de Princeton (1942-1944), puis à l'université Columbia (1944-1980).
À Columbia, elle contribue au projet Manhattan en développant un processus pour séparer les isotopes d'uranium par diffusion gazeuse, et en développant des compteurs Geiger améliorés. Elle assiste personnellement Lee dans son travail sur les lois de parité (avec Yang), en validant par l'expérience avec sa propre équipe les hypothèses qu'ils ont émises : elle montre en 1956 que la parité est violée lors de la désintégration β d'atomes de cobalt 60. Cette contribution est considérée comme fondamentale dans la validation des lois, mais elle ne partagea pas leur prix Nobel, un fait souvent attribué au sexisme du comité de sélection.
Son livre Beta decay (La Désintégration β), publié en 1965, figure encore comme référence standard pour les physiciens nucléaires.
Plus tard, elle dirigea des recherches sur les changements de conformation de la molécule d'hémoglobine, responsables de l'anémie falciforme.
Wu a posé des jalons pour l'avancement des femmes en plusieurs occasions. Elle fut notamment :
- la première femme institutrice au département de physique de l'université de Princeton ;
- la première femme docteur honoris causa de Princeton ;
- la première femme président de la Société américaine de physique (élue en 1975)[9].

#### La désintégration bêta et la conservation de la parité

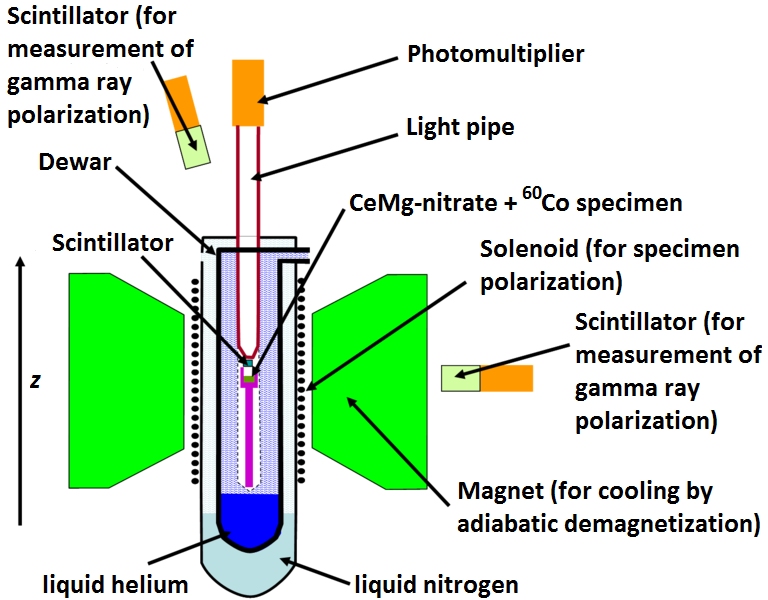
L'expérience de Wu.

Dans ses recherches d'après-guerre, Wu continue d'étudier la désintégration bêta. Enrico Fermi avait publié sa théorie de la désintégration bêta en 1934, mais une expérience de Luis Walter Alvarez a produit des résultats en désaccord avec la théorie. Wu entreprend de répéter l'expérience pour en vérifier le résultat. Elle suspecte que le problème est qu'un film épais et inégal de sulfate de cuivre (II) (CuSO4) est utilisé comme source de rayons bêta cuivre-64, ce qui entraînerait une perte d'énergie pour les électrons émis. Pour contourner cela, elle adapte pour une forme plus ancienne de spectromètre, un spectromètre solénoïdal. Elle y ajoute du détergent au sulfate de cuivre pour produire un film mince et régulier. Grâce à cela, elle démontre que les écarts constatés étaient le résultat d'une erreur expérimentale : ses résultats sont en accord avec la théorie de Fermi,.

À Columbia, Wu connaissait personnellement le physicien théoricien chinois Tsung-Dao Lee. Au milieu des années 1950, Lee ainsi qu'un autre physicien théoricien chinois, Chen Ning Yang, s'interrogent sur une loi hypothétique de la physique des particules élémentaires, la «loi de la conservation de la parité». Un exemple mettant en évidence le problème était l'énigme des particules thêta et tau de charge différente, mais étant tous les deux des quarks étranges. Ces particules sont si semblables qu'elles seraient normalement considérées comme étant la même particule. Toutefois, différents modes de désintégration résultant en deux états de parité différents ont été observés, suggérant que Θ + et τ + sont des particules différentes si la parité est conservée :
{\displaystyle \Theta ^{+}\rightarrow \pi ^{+}+\pi ^{0}}
{\displaystyle \tau ^{+}\rightarrow \pi ^{+}+\pi ^{+}+\pi ^{-}}
La recherche de Lee et Yang sur les résultats expérimentaux existants les ont convaincus que la parité était conservée pour les interactions électromagnétiques et pour l'interaction forte. Pour cette raison, les scientifiques s'attendaient à ce que cela soit également vrai pour l'interaction faible, mais cela n'avait pas été testé, et les études théoriques de Lee et Yang ont montré que cela pourrait ne pas être vrai pour l'interaction faible. Lee et Yang ont mis au point une conception sur papier d'une expérience pour tester la conservation de la parité dans le laboratoire. Lee s'est ensuite tournée vers Wu pour son expertise dans le choix et la mise au point de la fabrication, de la configuration et des procédures de laboratoire pour la réalisation de cette expérience,.
Wu choisit de le faire en prélevant un échantillon de cobalt-60 radioactif et en le refroidissant à des températures cryogéniques avec des gaz liquides. Le cobalt 60 est un isotope qui se désintègre par émission de particules bêta, et Wu est justement une experte de la désintégration bêta. Les températures extrêmement basses sont nécessaires pour réduire la vibration thermique des atomes de cobalt pour qu'elle soit pratiquement nulle. En outre, Wu doit appliquer un champ magnétique constant et uniforme à travers l'échantillon de cobalt 60 afin d'aligner dans la même direction les axes des spins des noyaux atomiques. Pour ce travail cryogénique, elle a besoin des installations de l'Institut national des normes et de la technologie (National Bureau of Standards) et de son expertise dans le travail avec les gaz liquides. Elle se rend à son siège social dans le Maryland avec son équipement pour pouvoir effectuer ces expériences.
Les calculs théoriques de Lee et Yang prédisaient que les particules bêta provenant des atomes de cobalt 60 seraient émises de manière asymétrique et que la «loi de conservation de la parité» hypothétique serait invalide. L'expérience de Wu démontra que c'est effectivement le cas : la parité n'est pas conservée lors des interactions nucléaires faibles. Θ+ et τ+ sont en effet la même particule connue sous le nom de kaon, K+,,. Ce résultat est rapidement bientôt confirmé par ses collègues de l'université de Columbia dans différentes expériences. Dès que tous ces résultats sont publiés (dans deux articles de recherche différents dans le même numéro de la même revue de physique) les résultats sont également confirmés dans de nombreux autres laboratoires et dans de nombreuses expériences différentes,.
La découverte de la violation de la parité est une contribution majeure à la physique des particules et au développement du modèle standard. En reconnaissance de leur travail théorique, Lee et Yang reçoivent le prix Nobel de physique en 1957. Le rôle de Wu dans la découverte ne sera honoré publiquement qu'en 1978, date à laquelle elle reçoit le premier prix Wolf.

### Fin de vie
Chien-Shiung Wu prend sa retraite en 1981. Elle meurt seize ans plus tard. En février 2021, à l'occasion de la Journée internationale des femmes et des filles de science, le service postal des États-Unis émet un timbre à l'effigie de la « Marie Curie chinoise ».

## Prix et distinctions
- Membre de l'Académie nationale des sciences des États-Unis (élue en 1958)[9]
- Prix de la Research Corporation (en) (1958)
- Prix de la réussite American Association of University Women (1960)
- Prix Comstock, de l'Académie nationale des sciences des États-Unis (1964)
- Prix Chi-Tsin de la réussite, Fondation Chi-Tsin pour la Culture, Taiwan (1965)
- Prix du scientifique de l'année, Industrial Research Magazine (1974)
- Prix Tom W. Bonner de la division de Physique nucléaire de la Société américaine de physique (1975)
- National Medal of Science (1975)[9]
- Prix Wolf de physique, Israël (1978)[9]
- Membre honoraire de la Royal Society of Edinburgh
- Membre de l'Académie américaine des arts et des sciences
- Membre de l'Association américaine pour l'avancement de la science
- Membre de la Société américaine de physique
- Elle est inscrite au National Women's Hall of Fame.

À sa mort, Wu était titulaire de la chaire de professeur émérite de physique Pupin de l'université Columbia.